# Saint-Front (Charente)
Saint-Front é uma comuna francesa na região administrativa da Nova Aquitânia, no departamento de Charente. Estende-se por uma área de 13,35 km². Em 2010 a comuna tinha 369 habitantes (densidade: 27,6 hab./km²).